# Rio Natsume
Rio Natsume (夏目理緒?   nacida el 20 de febrero de 1985) es una ídolo japonés del fotograbado o Gravure idol. Es conocida por tener unos grandes senos naturales en un pequeño y esbelto cuerpo curvilíneo. Ha sacado varios DVDES y photobooks y ha aparecido en varias shows de la televisión japonesa.
En 2005, Natsume fue representado en un videojuego que se llamó "Gal of the Sparrow 2", que representa también a otras J-IDOLS populares tales como Chikako Sakuragi, Saori Yamamoto, Yuka Watanabe, Akari, Kaede Shimizu, Hitomi Okada, y Hatsune Matsushima. Este DVD/videojuego fue vendido sólo en Japón.
Ha llegado a ser una de las ídolos big boobs más populares en Japón, logrando fama internacional, principalmente por internet. Ha sido remarcado por un crítico que los senos de Rio son tan "efusivos" que ella "puede mostrar más desde cualquier ángulo con el escote del top de su bikini que la mayoría de las mujeres pudieran hacer completamente desnudas".[cita requerida]

## DVDs
- Pure Smile (2003)
- Miss Magazine 2003—Rio Natsume (2003)
- Peach2 no Shizuku (2004)
- Cosplay (2004)
- Go to Beach! (2004)
- Idol One (2004)
- Beach Angels: Rio Natsume in Maldives (2005)
- G-Girl Private+ (2005)
- Idol One: Rio Natsume Special DVD Box (2005)
- Missionary (2005)
- Cow Girl (2005)
- Diary (2005)
- Waterdrop (2005)
- rio no carnival (2005)
- natsume no kajitsu (2005)
- Idol Colosseum 2005-Road to Break! (2006)
- Erotica (2006)
- Milk-T (2006)
- Lemon-T (2006)